# Pałac w Mienicach
Pałac w Mienicach – wybudowany na początku XVIII w. w Mienicach.

## Położenie
Pałac położony jest we wsi w Polsce, w województwie dolnośląskim, w powiecie trzebnickim, w gminie Wisznia Mała.